# 月を見ていた
「月を見ていた」（つきをみていた）は、日本のシンガーソングライター・米津玄師の楽曲。配信限定シングルとしてSony Music Labelsより2023年6月26日に各音楽配信サービスにてリリースされた。

## 概要

### 背景
本楽曲はスクウェア・エニックスより発売されたゲーム『FINAL FANTASY XVI』のテーマソングとして制作された。これについて米津自身は以下のようなコメントをしている。
ファイナルファンタジーからは言い表せないほど大きな影響を受けました。まさかこんな機会があるとは思っても見ず。この作品の為だけに曲を作りました。よろしくお願いします。 
また本ゲームプロデューサーの吉田直樹は、「米津さんとご一緒できると決まった時は驚くと同時に、とても嬉しく感じました。僕自身も米津さんのファンでもあり、多くの世代に共感を生む米津さんのその感性ならば、FFXVIの目指す世界や物語、そしてテーマを表現してくれるだろうと確信を持ったからです。」とコメントを残した。

### リリース
2023年4月14日にソニー・インタラクティブエンタテインメントの配信番組『State of Play』にて本楽曲が『FINAL FANTASY XVI』のテーマソングに起用されることが発表され、同時に本楽曲の一部が使用されたティザー映像が公開された。
本楽曲は、4月から7月にかけ開催されたツアー「米津玄師 2023 TOUR / 空想」にて初披露となった。
同年6月16日には本楽曲のワンコーラスが使用されたテーマソングトレーラー映像が公開された。
『FINAL FANTASY XVI』の発売日の前日である同年6月21日に、米津のYouTubeチャンネルにて、米津が同作のプロデューサーである吉田直樹と対談した動画の前編が公開された。また本動画の概要欄にて楽曲の配信日時も発表となった。さらに8月23日には後編も公開された。
同年6月26日に本楽曲の配信が開始。同時に自身が描いたトルガルのイラストが使用されたジャケットが公開された。
同年7月9日にはPERIMETRONのOSRINが監督を務めた、本楽曲のミュージックビデオも公開された。

## チャート成績
配信が開始された6月26日付の各配信サイトのデイリーチャートで1位を獲得し、29冠を達成した。
7月5日発表のオリコン週間デジタルシングル（単曲）ランキングでは初登場1位を記録し、自身通算13作目の1位獲得となった。同時に歴代最多首位記録を更新した。
また、同時発表のBillboard Japan Download Songsでは初登場1位、Billboard Japan Hot 100では初登場3位を記録した。

## 収録
| #         | タイトル         | 作詞・作曲 | 編曲               | 時間 |
| --------- | ---------------- | ---------- | ------------------ | ---- |
| 1.        | 「月を見ていた」 | 米津玄師   | 米津玄師、坂東祐大 | 4:12 |
| 合計時間: | 合計時間:        | 合計時間:  | 合計時間:          | 4:12 |

## タイアップ
- スクウェア・エニックス『FINAL FANTASY XVI』テーマソング[14]